# Itzhak Perlman
Itzhak Perlman (Hebreeuws:יצחק פרלמן) (Jaffa, 31 augustus 1945) is een Israëlische violist. Hij geldt als een van de beroemdste en grootste violisten van de tweede helft van de 20e eeuw.
Op vierjarige leeftijd kreeg Perlman polio waardoor hij verlamd raakte en hij genoodzaakt werd met krukken te lopen. Perlman besloot viool te gaan studeren nadat hij op de radio een muziekstuk voor viool gehoord had. Hij begon zijn studie aan de Academie voor Muziek te Jaffa en studeerde daarna nog een tijd aan de Juilliard School in New York. In 1963 maakte hij zijn debuut in de Carnegie Hall.
In 1987 ging hij als solist op tournee met het Israeli Philharmonic Orchestra om dat jaar gezamenlijk concerten op te voeren in Warschau en Boedapest. Dit waren de eerste concerten die dit orkest opvoerde in Oostblok-landen. In 1990 speelde hij met ditzelfde orkest als solist een concerttournee in China en India.
Perlman speelt op de Soil Stradivarius van 1714, het instrument dat voorheen aan Yehudi Menuhin behoorde.
Naast zijn optredens, gaf Perlman wereldwijd privélessen en masterclasses viool- en kamermuziek. Momenteel is hij hoogleraar in vioolstudies aan de Juilliard School. Deze titel werd voorheen gedragen door zijn lerares Dorothy Delay. Onder zijn leerlingen bevinden zich onder meer de Deutsche Grammophon artist Ilya Gringolts, de bekende cross-over violist David Garrett en de Nederlandse violiste Carla Leurs.
Perlman maakte een groot aantal cd’s en verscheen vanaf de jaren 70 in televisieshows als The Tonight Show en Sesame Street. Ook speelde hij geregeld bij gelegenheden in het Witte Huis.
Naast klassieke muziek heeft Perlman ook jazz en klezmer gespeeld. Op YouTube is daar een aantal bijzondere opnames van te zien en te horen. Onlangs heeft hij de plaats van gastdirigent bij het Detroit Symphony Orchestra ingenomen. In 2005 ging hij samenwerken met de cellist Yo-Yo Ma en zij produceerden samen de soundtrack voor de film Memoirs of a Geisha. Perlman speelde in de soundtrack van een aantal andere films, waaronder Schindler's List dat een Academy Award voor de beste soundtrack won.
Tijdens zijn solocarrière speelde Perlman met verschillende andere bekende musici: onder anderen Isaac Stern, John Williams, Yo-Yo Ma, Jessye Norman en Yuri Termirkanov (ter gelegenheid van de 150e verjaardag van Tsjaikovski).
Perlman heeft verschillende onderscheidingen gekregen, waaronder in 2003 de Kennedy Center Honors en de Grammy Lifetime Achievement Award in 2008.
- Bibsys: 38450
- Biblioteca Nacional de Chile: 000782589
- Biblioteca Nacional de España: XX1068650
- Bibliothèque nationale de France: cb13898378h (data)
- CiNii: DA04087011
- Gemeinsame Normdatei: 123924995
- International Standard Name Identifier: 0000 0001 1079 1457
- Library of Congress Control Number: n81021937
- Nationale Bibliotheek van Letland: 000115304
- MusicBrainz: 5e85f4f1-a491-4e63-9103-6065c5e997d4
- Bibliotheek van het Japanse parlement: 032444031
- Nationale Bibliotheek van Tsjechië: js20020422002
- Nationale bibliotheek van Australië: 36087870
- Nationale Bibliotheek van Israël: 987007310818805171
- Nationale Bibliotheek van Polen: a0000002530712
- Nationale en Universitaire bibliotheek Zagreb: 000062776
- Nederlandse Thesaurus van Auteursnamen: 069398666
- Réseau des bibliothèques de Suisse occidentale: 02-A003682461
- Istituto Centrale per il Catalogo Unico: RAVV059163
- LIBRIS: 286521
- SNAC: w6r49pd3
- Système universitaire de documentation: 119164752
- Trove: 1209974
- Virtual International Authority File: 98526544
- WorldCat: E39PBJppxFmCgkKpmhXKmQBdcP

1. ↑  https://www.loc.gov/about/awards-and-honors/living-legends/itzhak-perlman/.
2. ↑  https://crsreports.congress.gov/product/pdf/R/R47639.
3. ↑  https://www.carnegie.org/awards/great-immigrants/2008-great-immigrants/.
4. ↑  https://royalphilharmonicsociety.org.uk/awards/rps_music_awards/winners-to-date/instrumentalist; Royal Philharmonic Society Website; geraadpleegd op: 22 januari 2025.